# Riccia (musgo)
Riccia es un género de Plantas hepáticas de la familia Ricciaceae. Comprende 265 especies descritas y de estas, solo 173 aceptadas.

## Taxonomía
El género fue descrito por Carlos Linneo  y publicado en Species Plantarum 2: 1138. 1753.  La especie tipo es: Riccia glauca L. 

## Algunas especies aceptadas
- Riccia atlantica
- Riccia beyrichiana
- Riccia bifurca
- Riccia canaliculata
- Riccia cavernosa
- Riccia ciliata
- Riccia crozalsii
- Riccia crystallina
- Riccia fluitans
- Riccia gangetica
- Riccia glauca
- Riccia huebeneriana
- Riccia intumescens
- Riccia nigrella
- Riccia rhenana
- Riccia sorocarpa
- Riccia subbifurca